# Termofusibile

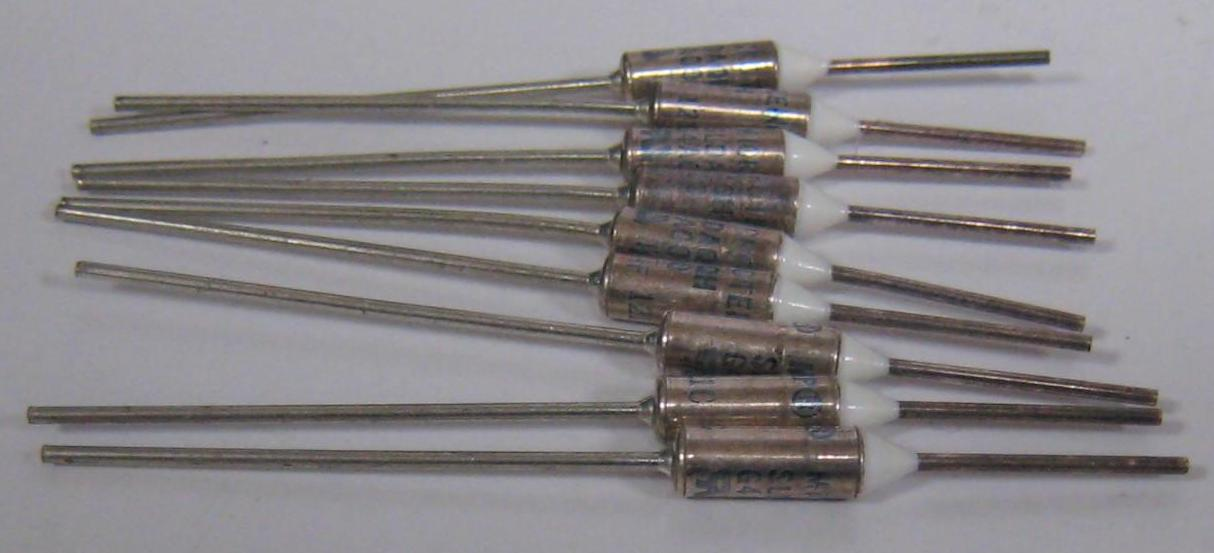
Termofusibili

Il termofusibile è un dispositivo elettrico di sicurezza che interrompe il passaggio di corrente elettrica quando l'apparecchio elettrico (esempio: stufe e ferri da stiro) si riscaldano oltre una determinata temperatura. Il dispositivo viene posto in serie al termostato.
In caso di una accidentale sovratemperatura si isola, interrompendo il circuito riscaldante.

## Funzionamento

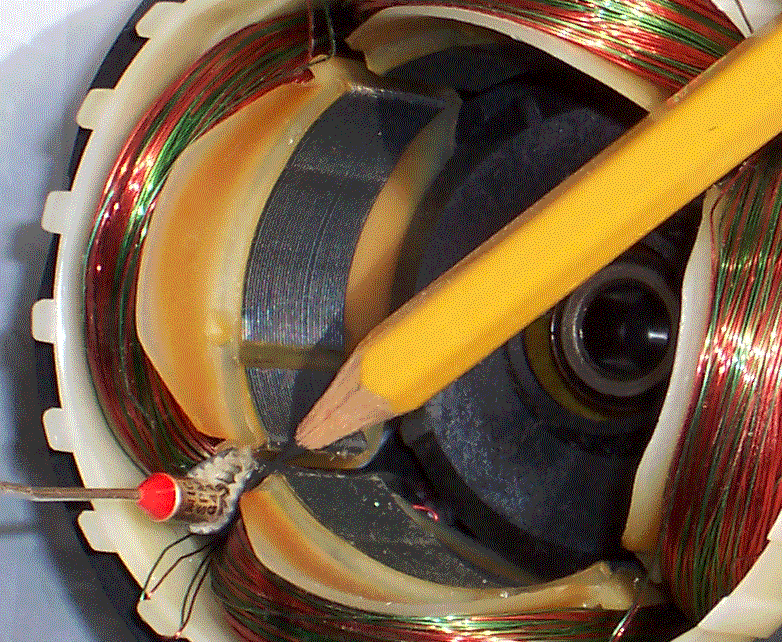
Un termofusibile a protezione di un piccolo motore elettrico

Il fusibile termico è un dispositivo di isolamento monouso. Diversamente dall'interruttore termico, che si resetta automaticamente quando la temperatura scende, il fusibile termico funziona come il fusibile elettrico, un dispositivo monouso che non può essere azzerato e deve essere sostituito quando fallisce o viene attivato. Un fusibile termico è particolarmente utile quando il surriscaldamento è dato dal risultato di un evento raro, come un guasto da riparare (consistente anche nella sostituzione del fusibile) o la sostituzione al termine della vita utile.
Il meccanismo del fusibile termico consiste in una piccola pastiglia fusibile che blocca una molla. Quando la pastiglia si scioglie, la molla viene rilasciata, separando i contatti e interrompendo il circuito. La serie NEC Sefuse SF, serie Microtemp G4A e serie Hosho Elmwood D, ad esempio, utilizzano pastiglie che contengono rame, berillio ed argento.
Fusibili termici si trovano di solito in elettrodomestici che producono calore quali stufe elettriche, macchine da caffè, ferri da stiro, asciugacapelli. Essi funzionano come dispositivi di sicurezza per interrompere il passaggio di corrente nella resistenza in caso di malfunzionamento (come ad esempio un guasto al termostato), diversamente ci sarebbe un aumento della temperatura a livelli tali da poter anche generare un incendio.
A differenza di fusibili elettrici o interruttori di circuito, i fusibili termici reagiscono solo alla temperatura eccessiva e non all'eccessiva corrente (a meno che la corrente eccessiva non sia anche sufficiente a causare la termofusione). I fusibili termici sono collegati in serie con i varistori: quando i varistori conducono, la miccia si riscalda e fallisce, eliminando il rischio di incendio che può verificarsi quando i varistori sono sovraccarichi.